# Municipio de Isla
El municipio de Isla es uno de los 212 municipios del estado de Veracruz, México. Se localiza en la región de Las Selvas. Limita al norte con Tlacotalpan, Santiago Tuxtla y San Andrés Tuxtla; al este con Hueyapan de Ocampo y Juan Rodríguez Clara; al sur con Playa Vicente y al oeste con José Azueta.

## Toponimia
En este municipio existía antiguamente una hacienda llamada de Tacamahuixtal que era propiedad de una familia de nombre Isla Camacho. A principios del siglo XX se construyó el ferrocarril de Veracruz a Suchiate por lo que al pasar por este punto se le nombró como Estación Isla y con el paso del tiempo se le quedó este nombre a la ciudad y municipio.

## Medio físico
Se encuentra ubicado en la zona sur del Estado, en las coordenadas 18°2′ de latitud Norte y 95°32′ de longitud Oeste, a una altitud de 60 metros sobre el nivel del mar. Limita al norte con Tlacotalpan y Santiago Tuxtla; al este con Hueyapan de Ocampo y Juan Rodríguez Clara; al sur con Playa Vicente; al oeste con José Azueta. Su distancia aproximada al Sureste de la capital del Estado por carretera es de 370 km.

### Extensión
Tiene una extensión de 1 km², cifra que representa un 1.23% total del Estado.

### Orografía
El municipio se encuentra ubicado dentro de las llanuras del sotavento, por lo que su suelo es plano con algunos lomeríos de poca altura hacia el sur.

### Hidrografía
Se encuentra bañado en el flanco izquierdo por el río Tesechoacán, siendo éste el afluente más grande. El río San Juan está situado en la zona noroeste; cuenta también con los siguientes arroyos de agua permanente: Arenal, Chacalapa, Blanquillo, Naranjos, San Pablo y Chiltepec.

### Clima
Su clima es cálido-húmedo con una temperatura promedio de 24.9 °C.; su precipitación pluvial media anual es de 2,316 milímetros.

### Principales ecosistemas
Los ecosistemas que coexisten en el municipio son el de bosque perennifolia con especies como el chicozapote, caoba y pucte, donde se desarrolla una fauna compuesta por poblaciones de armadillos, ardillas, conejos, comadrejas, coyotes, mapaches, tlacuaches, en fauna acuática: mojarra, huiles, camarón y tortuga.

### Recursos naturales
Su riqueza está representada por minerales como la arena y arcilla. Recientemente se han encontrado grandes yacimientos de gas natural.

### Características y uso de suelos
Su suelo es de origen aluvial profundo, su textura es franco arenosa, de estructura angular y consistencia casi suelta. El 43% del territorio municipal es dedicado a la agricultura, un 36% a la ganadería y un 21% es dedicado a viviendas, comercios, oficinas y espacios públicos.

## Economía
La economía de este municipio está basada en la agricultura y la ganadería, siendo la agricultura de la piña el principal eje económico de este municipio, ya que Isla es el principal productor de piña de México y su región una de las más importantes a nivel mundial.

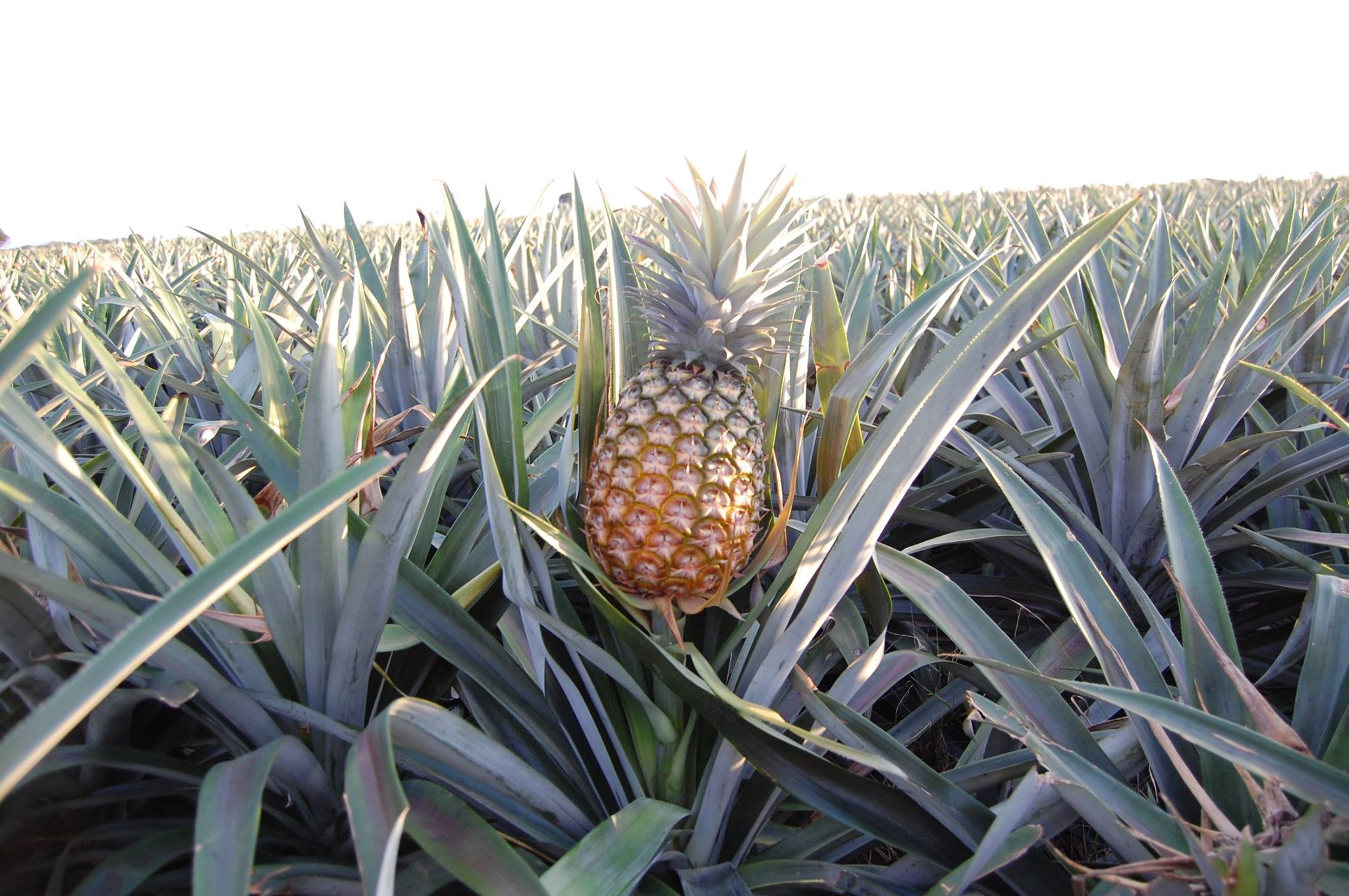

## Política
El gobierno del municipio de Isla está a cargo de su Ayuntamiento; que es electo mediante voto universal, directo y secreto para un periodo de cuatro años que son renovables únicamente para el periodo inmediato posterior de la misma duración. Está integrado por el presidente Municipal, un síndico único y el cabildo conformado por cuatro regidores, dos electos por el principio de representación proporcional. Todos entran a ejercer su cargo el día 31 de diciembre del año a su elección. 
Isla fue elevado a la categoría de Municipio Libre en la sesión de la Cámara de Diputados del día 6 de diciembre de 1967 y saliendo publicado en la Gaceta Oficial el 14 de diciembre del mismo año, segregándolo del territorio del municipio de José Azueta, por lo que se celebra una fiesta en conmemoración de este acto en el Municipio de Isla todos los años.

### Subdivisión administrativa
Para su régimen interior, el municipio de Isla se divide en cincuenta y dos agencias municipales, cuyos titulares son electos mediante voto universal, directo y secreto en procesos organizados por las mismas agencias municipales.
Entre las principales agencias municipales de Isla se encuentran:
- Mazoco
- El Tesoro
- Totoloche
- El Marcial
- Coapa
- El Garro

### Representación legislativa
Para la elección de diputados locales al Congreso de Veracruz y de diputados federales a la Cámara de Diputados federal, el municipio de Isla se encuentra integrado en los siguientes distritos electorales:
Local:
- Distrito electoral local de 24 de Veracruz con cabecera en Santiago Tuxtla,.[5]

Federal:
- Distrito electoral federal 17 de Veracruz con cabecera en Cosamaloapan.[6]

### Presidentes municipales
- (1968 - 1970): PRI Carlos Javier Telles Martínez
- (1970 - 1973): PRI Lino Molina Barradas
- (1974 - 1976): PRI Nahum Tress Manica
- (1976 - 1979): PRI Vinicio Ramón Cequera
- (1979 - 1982): PRI Oscar de la Llave Buenrostro
- (1982 - 1985): PRI Oswaldo Aguirre Montalvo
- (1985 - 1988): PRI Taurino Reyes Lagos
- (1988 - 1991): PRI Nahum Tress Manica
- (1992 - 1994): PRI Nilo Molina Domínguez
- (1995 - 1997): PRI Maximino Pichardo García
- (1998 - 2000): PT Abel Maza Domínguez
- (2001 - 2004): PAN Antonio Huerta Martínez
- (2004): PAN Abelino Barrientos Castro (Presidente interino)
- (2005 - 2007): PRI Juan Cruz Elvira
- (2008 - 2010): PRI Nahum Tress Manica
- (2011 - 2013): CONVERGENCIA, PRD, PT Juan Cruz Elvira
- (2013): CONVERGENCIA, PRD, PT Blanca López Domínguez (Presidenta interina)
- (2014 - 2017): Movimiento Ciudadano José María Ramón Aguirre
- (2018 - 2021): PAN Fernando Molina Landa
- (2022 - 2025): MORENA Abelino Barrientos Castro Presidente electo. (Falleció antes de ocupar el cargo) Gustavo Alfonso Torres Suplente (Ocupó el cargo)